# Proarmaueria pellucida
Proarmaueria pellucida är en djurart som tillhör fylumet slemmaskar, och som beskrevs av Ernest F. Coe 1926. Proarmaueria pellucida ingår i släktet Proarmaueria och familjen Armaueriidae. Inga underarter finns listade i Catalogue of Life.